# Jordan Sierra
Jordan Sierra (n. Manta, Ecuador; 23 de abril de 1997) es un futbolista ecuatoriano. Juega de centrocampista y su equipo actual es el Mazatlán Fútbol Club de la Primera División de México.

## Selección nacional

### Categorías inferiores

#### Participaciones en Sudamericanos
| Campeonato                  | Sede    | Resultado  | Partidos | Goles |
| --------------------------- | ------- | ---------- | -------- | ----- |
| Sudamericano Sub-20 de 2017 | Ecuador | Subcampeón | 9        | 1     |

#### Participaciones en Copas del Mundo
| Campeonato                  | Sede          | Resultado      | Partidos | Goles |
| --------------------------- | ------------- | -------------- | -------- | ----- |
| Copa Mundial Sub-20 de 2017 | Corea del Sur | Fase de grupos | 3        | 0     |

## Estadísticas

### Clubes
Actualizado al último partido disputado el 18 de agosto de 2025.
| Club                     | Div.          | Temporada     | Liga  | Liga  | Copas nacionales | Copas nacionales | Copas internacionales | Copas internacionales | Total | Total |
| Club                     | Div.          | Temporada     | Part. | Goles | Part.            | Goles            | Part.                 | Goles                 | Part. | Goles |
| ------------------------ | ------------- | ------------- | ----- | ----- | ---------------- | ---------------- | --------------------- | --------------------- | ----- | ----- |
| Manta F. C. · Ecuador    | 1.ª           | 2014          | 2     | 0     | Inexistentes     | Inexistentes     | Inexistentes          | Inexistentes          | 2     | 0     |
| Manta F. C. · Ecuador    | Total club    | Total club    | 2     | 0     | 0                | 0                | 0                     | 0                     | 2     | 0     |
| Delfín S. C. · Ecuador   | 2.ª           | 2015          | 31    | 1     | Inexistentes     | Inexistentes     | Inexistentes          | Inexistentes          | 31    | 1     |
| Delfín S. C. · Ecuador   | 1.ª           | 2016          | 36    | 4     | Inexistentes     | Inexistentes     | Inexistentes          | Inexistentes          | 36    | 4     |
| Delfín S. C. · Ecuador   | 1.ª           | 2017          | 25    | 3     | Inexistentes     | Inexistentes     | Inexistentes          | Inexistentes          | 25    | 3     |
| Delfín S. C. · Ecuador   | Total club    | Total club    | 92    | 8     | 0                | 0                | 0                     | 0                     | 92    | 8     |
| Lobos BUAP · México      | 1.ª           | 2017-18       | 12    | 0     | 1                | 0                | Inexistentes          | Inexistentes          | 13    | 0     |
| Lobos BUAP · México      | 1.ª           | 2018-19       | 13    | 0     | 0                | 0                | Inexistentes          | Inexistentes          | 13    | 0     |
| Lobos BUAP · México      | Total club    | Total club    | 25    | 0     | 1                | 0                | 0                     | 0                     | 26    | 0     |
| Querétaro F. C. · México | 1.ª           | 2018-19       | 12    | 0     | 1                | 0                | Inexistentes          | Inexistentes          | 13    | 0     |
| Querétaro F. C. · México | 1.ª           | 2019-20       | 16    | 3     | 1                | 1                | Inexistentes          | Inexistentes          | 17    | 4     |
| Tigres UANL · México     | 1.ª           | 2019-20       | 6     | 0     | 0                | 0                | 0                     | 0                     | 6     | 0     |
| Tigres UANL · México     | 1.ª           | 2020-21       | 11    | 0     | 0                | 0                | 5                     | 0                     | 16    | 0     |
| Tigres UANL · México     | 1.ª           | 2021-22       | 0     | 0     | 0                | 0                | 0                     | 0                     | 0     | 0     |
| Tigres UANL · México     | Total club    | Total club    | 17    | 0     | 0                | 0                | 5                     | 0                     | 22    | 0     |
| Toluca F. C. · México    | 1.ª           | 2021-22       | 17    | 0     | 0                | 0                | Inexistentes          | Inexistentes          | 17    | 0     |
| Toluca F. C. · México    | 1.ª           | 2022-23       | 21    | 2     | 0                | 0                | —                     | —                     | 21    | 2     |
| Toluca F. C. · México    | Total club    | Total club    | 38    | 2     | 0                | 0                | 0                     | 0                     | 38    | 2     |
| F. C. Juárez · México    | 1.ª           | 2022-23       | 16    | 1     | 0                | 0                | —                     | —                     | 16    | 1     |
| F. C. Juárez · México    | Total club    | Total club    | 16    | 1     | 0                | 0                | 0                     | 0                     | 16    | 1     |
| Querétaro F. C. · México | 1.ª           | 2023-24       | 31    | 0     | —                | —                | 3                     | 0                     | 34    | 0     |
| Querétaro F. C. · México | Total club    | Total club    | 59    | 3     | 2                | 1                | 3                     | 0                     | 64    | 4     |
| Mazatlán F. C. · México  | 1.ª           | 2024-25       | 32    | 1     | —                | —                | 5                     | 0                     | 37    | 1     |
| Mazatlán F. C. · México  | 1.ª           | 2025-26       | 5     | 1     | —                | —                | 2                     | 0                     | 7     | 1     |
| Mazatlán F. C. · México  | Total club    | Total club    | 37    | 2     | 0                | 0                | 7                     | 0                     | 44    | 2     |
| Total carrera            | Total carrera | Total carrera | 286   | 16    | 3                | 1                | 15                    | 0                     | 304   | 17    |
| 1. 2.                    |               |               |       |       |                  |                  |                       |                       |       |       |

## Palmarés

### Campeonatos nacionales
| Título             | Club         | Año  |
| ------------------ | ------------ | ---- |
| Serie B de Ecuador | Delfín S. C. | 2015 |

### Campeonatos internacionales
| Título                           | Club        | Año  |
| -------------------------------- | ----------- | ---- |
| Liga de Campeones de la Concacaf | Tigres UANL | 2020 |

### Distinciones individuales
| Distinción                                     | Año  |
| ---------------------------------------------- | ---- |
| Joven revelación de la Copa Banco del Pacífico | 2016 |